# Myiornis albiventris
Myiornis albiventris là một loài chim trong họ Tyrannidae.